# Toluca
Toluca är en kommun i delstaten Mexiko i Mexiko bildad 1826. Administrativ huvudort i kommunen är Toluca de Lerdo. Kommunen hade 910 608 vid folkräkningen 2020, en ökning från de 819 561 som rapporterades 2010. Arean är 452,37 kvadratkilotmeter, vilket motsvarar 1,87% av statens territorium.